# So a schöner Tag (Fliegerlied)
"So a schöner Tag (Fliegerlied)" is een single geschreven door de Duitse zanger Donikkl uit 2008. Het nummer is meerdere keren gecoverd in verschillende talen.

## Donikkl
So a schöner Tag (Fliegerlied) is geschreven en geproduceerd door Donikkl zelf. Donikkl schreef het nummer al in 2001, toen hij met gehandicapte kinderen werkte. Hij schreef het nummer om gehandicapten zelfverzekerder te maken en meer te laten bewegen. Het lied werd populair als après-ski en Oktoberfest-lied. Deze versie bereikte de hitlijsten in Duitsland en Oostenrijk.

## Tim Toupet
In hetzelfde jaar kwam Tim Toupet met een feestmix op het nummer. Deze versie was een grotere hit dan het origineel en bereikte naast Duitsland en Oostenrijk nu ook de hitlijst in Zwitserland. In Duitsland bereikte het zelfs de zesde positie. Het lied behaalde het succes vooral doordat het erg veel gedraaid werd in après-ski tenten. Het nummer is opgenomen in het Keulse accent.

## Nederlandse versies
In het Nederlands zijn ook meerdere versies uitgebracht. De eerste versie is van Roel C. Verburg, uitgebracht in 2009 onder de titel Wat is dit een mooie dag. Deze versie kwam tot de 48e plek van de Single Top 100 en was zes weken in deze lied te vinden. In hetzelfde jaar kwam Café The Block met een andere versie met de titel Het Vliegerlied. Deze versie behaalde de 71e plek in de Single Top 100. Deze versie is een rechtstreekse vertaling van het originele nummer. In 2012 kwam er een andere versie door de Gebroeders Ko en Factor12, genaamd Oranje springt. Deze versie is een aanmoedigingslied voor het Nederlands voetbalelftal voor het Europees kampioenschap voetbal 2012. Het nummer behaalde de negende plaats in de Single Top 100. De tekst van het nummer is niet meer een directe vertaling, maar een voetbal gerelateerde tekst.